# Армстер, Отто
О́тто Э́рнест А́рмстер (1891—1957) — сотрудник германской военной разведки, полковник. Участник немецкого сопротивления против Адольфа Гитлера.
Уроженец Германии. До 1943 года — начальник группы III U Абвера III (радио-контрразведывательная служба). С января по июль 1944 года — начальник «АСТ Вена».
Состоял в дружбе с адмиралом Вильгельмом Канарисом — главой контрразведки (абвера), как глава отдела контрразведки в Вене был близко знаком с Хансом Остером, Георгом Хансеном. Имел постоянный контакт с генералом Фридрихом Ольбрихтом и другими участниками заговора 20 июля.
23 июля 1944 после провала заговора арестован гестапо, содержался в одиночной камере берлинского следственного изолятора до 25 апреля 1945 года. 15 мая 1945 года был арестован советскими органами госбезопасности и вывезен в СССР, откуда вернулся на родину только в 1955 году.